# Utetes tarasi
Utetes tarasi (лат.) — вид паразитических наездников рода Utetes из семейства Braconidae (Opiinae). Украина (Каневский заповедник). Мелкие наездники (длина около 2 мм). От близких видов отличается следующими признаками: промежуточный сегмент почти гладкий (со слабой зернистой скульптурой), бёдра не расширенные к вершине, тело чёрное, кроме коричневато-жёлтых первых тергитов брюшка, ног, щупиков, жвал и наличника. В усиках 30-31 членик. Паразитоиды. Предположительно, как и у других представителей своего рода, их хозяевами служат мухи семейства Agromyzidae. Вид был впервые описан в 1986 году российским энтомологом Владимиром Ивановичем Тобиасом (Санкт-Петербург, Россия) под первоначальным названием Opius tarasi.